# Hervé Marly
Pour les articles homonymes, voir Marly.
 (février 2015).
Si vous disposez d'ouvrages ou d'articles de référence ou si vous connaissez des sites web de qualité traitant du thème abordé ici, merci de compléter l'article en donnant les références utiles à sa vérifiabilité et en les liant à la section « Notes et références ».
Hervé Marly est un auteur de jeux de société français.

## Ludographie

### Les Loups-garous de Thiercelieux
Avec Philippe des Pallières :
- Les Loups-garous de Thiercelieux, 2001, éditions Lui-même, adaptation de Mafia, Sceau d'excellence Option consommateurs  2003
- Les Loups-garous de Thiercelieux : Nouvelle lune, 2006, éditions Lui-même
- Les Loups-garous de Thiercelieux : Le Village, 2009, éditions Lui-même
- Les Loups-garous de Thiercelieux : Personnages, 2012, éditions Lui-même
- Les Loups-garous de Thiercelieux : Le Pacte, 2014, regroupe le jeu de base et toutes les extensions.

### Autres jeux
- Petits meurtres et faits divers, 2007, Asmodée
- Les Jeux du Fictionnaire, 2010, Days of Wonder
- Skull, 2013. Skull & Roses a remporté l'As d'Or 2011 remis par le Festival International des Jeux de Cannes, éditions Lui-même
- The Phantom Society, 2013, éditions FunForge.